# Polizeiruf 110: Der Tod und das Mädchen
Der Tod und das Mädchen ist ein deutscher Kriminalfilm von Karola Hattop aus dem Jahr 2009. Es ist die 301. Folge innerhalb der Filmreihe Polizeiruf 110 und der 40. Fall für Schmücke und Schneider.

## Handlung
Die Kommissare Schmücke und Schneider haben es in diesem Fall mit dem Mord an dem Musikstudenten Johannes Steuben zu tun, der mitten in Halle angefahren wird und schließlich an den schweren Verletzungen verstirbt. Für die Kommissare ist die Mordabsicht eindeutig zu erkennen, denn Zeuge Frank Ziehrer hat alles mitangesehen. Wegen der Dunkelheit kann er jedoch keine Angaben zum Fahrer oder der Fahrerin machen.
Das Opfer galt am Musikkonservatorium als sehr begabt. Zusammen mit Nico Ziehrer, dem Sohn des Zeugen, wollte er an einem Musikausscheid teilnehmen und hatte große Chancen ihn zu gewinnen. Nico hält es jedoch für ausgeschlossen, dass jemand ihn deshalb umbringen würde. Einer seiner Hauptkonkurrenten ist der exzentrische André Kollwitz. Der gibt an, zum Tatzeitpunkt im Konservatorium gewesen zu sein, um mit einer Kommilitonin zu üben. Er kann Schmücke aber einen Hinweis geben auf David Dahlenberg, mit dem Johannes Steuben  vor kurzem massiven Streit hatte. Dennoch kommen die Kommissare nicht so recht weiter. Weder ein konkretes Tatmotiv noch das Tatfahrzeug ist zu finden.
Frank Ziehrer, der in letzter Zeit häufig seinen Sohn besuchte, wird eines Tages tot auf einer Parkbank aufgefunden. Der Rechtsmediziner stellt einen Pankreastumor fest, doch die Todesursache war eine Überdosis Insulin. Zu klären ist, ob Fremdverschulden vorliegt, oder ob Ziehrer seinem Krebs zuvorkommen wollte. Eine Befragung von Nico ergibt, dass er ihm gegenüber geäußert hatte, zu wissen, wer Steuben umgebracht habe. Die Überprüfung seines Handys führt zu Therés Dahlenberg, der Vorsitzenden des Stiftungsrates des Konservatoriums, deren Geländewagen vor kurzem in der Werkstatt war. So kommen Schmücke und Schneider dahinter, dass Dahlenbergs Sohn den Wagen gefahren hatte. Die Kommissare hatten in ihren Ermittlungen einen Denkfehler und sind sich einig, dass der Mörder sich im Dunklen geirrt haben muss und eigentlich Nico Ziehrer gemeint war. David Dahlenberg hatte ein unnatürlich inniges Verhältnis zu seiner Schwester Lilly und konnte nicht mit ansehen, wie sie immer mehr Zeit mit Nico Ziehrer verbrachte.
David Dahlenberg wird daraufhin festgenommen.
Staatsanwältin Dr. Iris Meissner erhält ein Angebot von der Bundesanwaltschaft und entschließt sich Halle zu verlassen, um in Karlsruhe etwas Neues zu beginnen.

## Hintergrund
Der Tod und das Mädchen wurde am 17. Mai 2009 im Ersten zur Hauptsendezeit erstmals ausgestrahlt. Gedreht wurde u. a. in Köthen (Anhalt) (Schlosshof) und Halle/Saale.

## Kritik
Tilmann P. Gangloff wertet bei tittelbach.tv anerkennend: „Ein dramaturgisch zwar wohlbekannter, mit stereotypen Rollen versehener, aber dafür recht abwechslungsreicher Whodunit, der auch emotional zumeist die richtigen Töne trifft.“
Die Kritiker der Fernsehzeitschrift TV Spielfilm vergaben die bestmögliche Wertung (Daumen nach oben) und fanden, der Teil enthalte eine: „gut komponierte Story mit feinem Ensemble“.
Negative Kritik kommt von Torben Gebhardt bei Quotenmeter.de. Dort heißt es: „Das Konstrukt aus der Upper-Class-Szene musikalisch begabter junger Menschen verliert sich zu oft in unnötigen Figurenkonstellationen, welche zum Teil auch recht undurchschaubar geraten sind. Zu viele Personen werden in zu kurzer Zeit abgearbeitet, ein wirkliches Auseinandersetzen des Zuschauers mit den gezeigten Personen ist da nicht bzw. nicht ausgereichend möglich.“ Weiterhin findet er: „die Geschichte, die die Drehbuchautoren Xao Seffcheque und Jürgen Starbatty hier entworfen haben […][sei] alles andere als ausgefallen. Vieles hat man hier und da besser und stimmiger gesehen. So bleibt am Ende nur die einfache und teilweise auch spannungsarme Unterhaltung übrig.“